# Einar Bøhmer
Einar Bøhmer (1968) è un ex sciatore alpino norvegese.

## Biografia
Specialista delle prove tecniche, Bøhmer vinse la medaglia d'oro nello slalom gigante ai Campionati norvegesi del 1987; in seguitò gareggiò nel circuito universitario nordamericano (NCAA) e in gare FIS e nazionali fino al ritiro, avvenuto in occasione di uno slalom gigante FIS disputato il 27 gennaio 2022 a Norefjell. Non prese parte a rassegne olimpiche né ottenne piazzamenti in Coppa del Mondo o ai Campionati mondiali.

## Palmarès

### Campionati norvegesi
- 1 medaglia (dati dalla stagione 1986-1987):
  - 1 oro (slalom gigante[2] nel 1987)